# 现代革命党
现代革命党（西班牙語：Partido Revolucionario Moderno，缩写为PRM）是多米尼加的一个政党。该党成立于2014年9月9日，法律上的前身是多米尼加社会联盟，事实上分裂自多米尼加革命党。该党的政治立场是中间至中间偏左。该党的意识形态是社会民主主义、进步主义、劳工主义、多元主义、改良主义。该党的主席是José Paliza，总书记是Carolina Mejía。该党是进步联盟和圣保罗论坛的成员。2020年起，该党为多米尼加的执政党。